# Jan Vogler
Jan Vogler (* 18. Februar 1964 in Ost-Berlin) ist ein deutscher Cellist.

## Leben
Vogler besuchte die Spezialschule für Musik Berlin. Er war in Berlin Schüler von Peter Vogler und Josef Schwab und in Basel von Heinrich Schiff. Er begann seine Karriere als „Erster Konzertmeister Violoncello“ in der Staatskapelle Dresden 1984 im Alter von 20 Jahren. Diese Position gab er 1997 auf, um sich ganz auf seine Tätigkeit als Solist zu konzentrieren, zu deren Höhepunkten die Auftritte mit dem New York Philharmonic unter Lorin Maazel sowohl in New York als auch im Rahmen der Wiedereröffnung der Dresdner Frauenkirche im Jahr 2005 gehörten. Jan Vogler spielt das Stradivari-Cello  „Castelbarco/Fau“ von 1707.
Sein Orchesterrepertoire beinhaltet neben sämtlichen bekannten Werken für das Violoncello auch so ausgefallene Stücke wie das Cellokonzert „Dunkle Saiten“ des Komponisten Jörg Widmann, das Jan Vogler gewidmet ist, die Konzerte von Samuel Barber oder auch das hochvirtuose Konzert von Michael Haydn. Zusammen mit dem New York Philharmonic gestaltete er die Uraufführung der Berceuse for Dresden des englischen Komponisten Colin Matthews im Herbst 2005 in der Dresdner Frauenkirche.
Zu Jan Voglers kammermusikalischen Aktivitäten zählen neben dem Moritzburg Festival, dessen künstlerischer Leiter er ist, regelmäßige Konzerte mit Partnern wie Hélène Grimaud, Martin Stadtfeld und nicht zuletzt Louis Lortie. Gerade mit letzterem verbindet ihn die Liebe zu außergewöhnlichen Programmen wie beispielsweise einem „Liedprogramm“ mit Werken von Wagner und Liszt.
2003 begann Jan Voglers Aufnahmetätigkeit bei Sony Classical mit einer Einspielung von Strauss’ „Don Quixote“ und der „Romanze“ mit der sächsischen Staatskapelle Dresden unter Fabio Luisi. Ergebnisse dieser Zusammenarbeit sind die Aufnahme des Cellokonzerts von Antonín Dvořák mit dem New York Philharmonic unter David Robertson (u. a. Diapason d’or und Choc – Le Monde de la Musique) sowie zwei Mozart-Einspielungen mit Künstlern des Moritzburg Festivals (Echo Klassik). Letztere enthalten u. a. zwei von Jan Vogler selbst wiederentdeckte Raritäten: von Mozart-Zeitgenossen für Streichquartett bearbeitete Suiten aus Le nozze di Figaro und der Zauberflöte, die zweite gewann 2006 den Echo Klassik. Erwähnung verdienen ebenso die bei Berlin Classics erschienenen Einspielungen der Cellokonzerte von Samuel Barber und Erich Wolfgang Korngold sowie die Aufnahme der Cellokonzerte von Robert Schumann und Jörg Widmann (ECHO Klassik „Bester Instrumentalist“ 2002). Für seine CD „My Tunes“ hat Vogler diverse Zugaben (engl.: encores) eingespielt; sie ist im Februar 2007 erschienen. 2010 veröffentlichte er „My Tunes Vol. 2“.
Im Jahr 2009 übernahm Vogler die Intendanz der 1978 gegründeten Dresdner Musikfestspiele und konnte diese ausbauen und neu profilieren. Seitdem wurde sein Vertrag zweimal um fünf Jahre verlängert, zuletzt im Februar 2020 bis 2026.

## Diskografie (Auswahl)
- 2001: Konzert fût Violoncello und Orchester a-Moll op 129 Robert Schumann Münchener Kammerorchester. Dirigent Christoph Poppen
- 2004: Cello-Konzerte. (Rundfunk-Sinfonieorchester Saarbrücken, Dirigent Thomas Sanderling, Edel Classics)
- 2005: Ludwig van Beethoven und Robert Schumann: Die Werke für Violoncello und Klavier. (Vol. 1–3, Edel Classics)
- 2005: The secrets of Dvořak's cello concerto. (New Yorker Philharmoniker, Dirigent David Robertson, Sony BMG Music Entertainment (Germany))
- 2006: W.A. Mozart: Divertimenti, Vl Va Vc, KV 563. (Moritzburg Festival, Sony BMG Music Entertainment (Germany))
- 2007: my tunes. (Dresdner Kapellsolisten, Dirigent Helmut Branny, Sony BMG Music Entertainment (Germany))
- 2007: Concerti brillanti. (Münchener Kammerorchester, Sony BMG Music Entertainment (Germany))
- 2009: Jan Vogler – the Cellist. (Portrait, Edel Classics).
- 2009: New worlds. (The Knights Chamber-Orchestra, Dirigent Eric Jacobson, Sony Music Entertainment)
- 2009: experience: live from new york. (The Knights, Eric Jacobson, Sony Music Entertainment)
- 2010: My tunes 2. (Dresdner Kapellsolisten, Dirigent Helmut Branny, Sony Music Entertainment)
- 2011: Trout variations (Benjamin Schmid, Antti Siirala et al., Sony Music Entertainment)
- 2013: Suiten für Violoncello solo (Bach) (Sony Music Entertainment)
- 2013: Dichterliebe (Hélène Grimaud et al., Sony Music Entertainment)
- 2017: New Worlds. (mit Bill Murray, DeccaGold)

## Ehrung
- 2002: Echo Klassik, Kategorie Instrumentalist/Instrumentalistin des Jahres (Cello) für das Album Cello Concerts (R. Schumann/J. Widmann)
- 2006: Europäischer Solistenpreis
- 2006: Echo Klassik, Kategorie Kammermusik-Einspielung des Jahres, (W.A. Mozart: Divertimento / Suite „Nozze di Figaro“, zusammen mit dem Moritzburg Ensemble)[2]
- 2011: Erich-Kästner-Preis (Dresden)
- 2014: Echo Klassik, Kategorie Instrumentalist/Instrumentalistin des Jahres (Cello) für das Album J. S. Bach: Suiten für Cello 1-6[3]
- 2018: Europäischer Kulturpreis Taurus mit den Dresdner Musikfestspielen
- 2021: Verdienstkreuz 1. Klasse[4]